# Liselotte Pulverová
Liselotte Pulverová, provdaná Schmidová (* 11. října 1929 Bern) je švýcarská herečka, známá pod přezdívkou Lilo.
Vystudovala obchodní školu, byla modelkou a hrála v divadlech Stadtheater Bern a Schauspielhaus Zürich. Ve filmu debutovala v roce 1949. Uplatnila se zejména v západoněmecké kinematografii jako představitelka energických a veselých mladých žen, např. v komedii Kurta Hoffmanna Myslím často na Pirosku a v sérii o spessartských strašidlech podle předlohy Wilhelma Hauffa. Ztvárnila roli sekretářky Ingeborg v komedii Billyho Wildera Raz, dva, tři a matky představené v Rivettově adaptaci Diderotovy Jeptišky. Za roli Soni v americkém filmu A Global Affair byla v roce 1963 nominována na Zlatý glóbus za nejlepší ženský herecký výkon ve vedlejší roli. V sedmdesátých a osmdesátých letech uváděla německou verzi televizního pořadu Sezame, otevři se. V roce 1999 obdržela Bavorskou filmovou cenu za celoživotní dílo.
Jejím manželem byl herec Helmut Schmid (1925–1992).